# Gorka Benítez
Gorka Benítez (* 1966 in Bilbao) ist ein spanischer Jazzmusiker (Tenorsaxophon, Flöte, Komposition).

## Leben und Wirken
Benítez spielte zunächst Instrumente der baskischen Volksmusik. Er studierte Saxophon am Konservatorium von Bilbao und ab 1989 dann in Barcelona; dank eines Stipendiums setzte er in den frühen 1990er Jahren seine Studien in New York City am Harbor Performing Arts Center und an der Mannes School of Music fort. Bereits dort gründete er auch eigene Trios, mit denen er seine Kompositionen aufführte.
Benítez ließ sich 1995 dauerhaft in Barcelona nieder, wo er sich etablierte und mehrere Preise der Vereinigung der Musiker des Jazz und der modernen Musik Kataloniens gewann. Ab 2000 tourte er mit Shōji Kojimas Flamenco Company oder mit dem David Mengual Mosaico Trio sowie José Reinoso & Repique durch Japan; weiterhin arbeitete er mit Emilio Solla & Afines, Arthur Kell, Steve Cardenas, Aikiko Pavolka, Guillermo Klein & Los Guachos, Martirio sowie Omara Portuondo, aber auch mit der Mingus Dinasty Big Band und Condició Humana.
2002 gründete Benítez das katalonische Künstlertreffen SimbiotizArt und konnte damit bei renommierten Festivals und Konzertreihen auftreten, wie z. B. auf Menorca, in Barcelona, in Griechenland (mit Paco Ibáñez), in Donostia-San Sebastián, in Belgien, in Deutschland und Italien.
Benítez hat mehrere Tonträger unter eigenem Namen eingespielt, zunächst 1999 für Fresh Sound New Talent das Album Trio mit ihm am Tenorsaxophon, Rai Ferrer am Bass und David Xirgu am Schlagzeug, wozu noch Gäste wie der Gitarrist Ben Monder stießen. Mit seinem Gorka Benítez Quartet vertrat er 2008 das Baskenland auf der MIDEM in Cannes und stellte sein früher entstandenes Album Bilbao vor. Es folgten Alben wie Uara y Entropía, Cravo e Canela, Indolents, Ugrix, Mosaico Nonet, Folcolores, Fabou, The Free Session, Sólo la verdad es sexy und (im BBC Trio mit Marcos Baggiani und Guillermo Celano) ¿Donde está nuestro hogar? sowie die DVD Gorka Benítez (Carretera y Manta). Er ist auch auf Alben von Jerry Gonzalez, Ramón Díaz, Perico Sambeat, Ethan Winogrand sowie Giulia Valle zu hören.
Benítez lehrt als Hochschullehrer Saxophon am Conservatori Superior de Música del Liceu.